# Gadomus aoteanus
Gadomus aoteanus és una espècie de peix de la família dels macrúrids i de l'ordre dels gadiformes.

## Hàbitat
És un peix bentopelàgic i marí d'aigües temperades que viu fins als 1171 m de fondària.

## Distribució geogràfica
Es troba a Nova Zelanda i Austràlia.